# Centre Social (Torroella de Fluvià)
El Centre Social és un edifici de Torroella de Fluvià (Alt Empordà) inclòs a l'Inventari del Patrimoni Arquitectònic de Catalunya.

## Descripció
Edifici aïllat situat a la plaça Municipal, apocs metres de lAjuntament. És un edifici de planta rectangular, de dos pisos, amb teulat a quatre vessants. L'accés, al que s'accedeix a través de dos graons de totxo, el té en un lateral, ja que la façana que dona a la plaça trobem tres finestres rectnagulars a cada planta Emn aquests afaçana hi ha en mosaic l'escult del poble. Tota la façana està arremolinada i pintada de color groc, excepte les obertures que estan emmarcades amb un color vermellós.